# Efkarpía (ort i Grekland, Nomós Kilkís)
Efkarpía är en ort i Grekland.   Den ligger i prefekturen Nomós Kilkís och regionen Mellersta Makedonien, i den norra delen av landet, 400 km norr om huvudstaden Aten. Efkarpía ligger 275 meter över havet och antalet invånare är 539.
Terrängen runt Efkarpía är varierad. Runt Efkarpía är det glesbefolkat, med 10 invånare per kvadratkilometer. Närmaste större samhälle är Kilkis, 9,4 km söder om Efkarpía. Trakten runt Efkarpía består till största delen av jordbruksmark.